# ロシター効果
ロシター効果（ロシターこうか）またはロシター・マクローリン効果（ロシター・マクローリンこうか、英: Rossiter-McLaughlin effect）とは、食連星の伴星や太陽系外惑星が恒星面通過（食）を起こす際に、主恒星の光のドップラーシフトに一時的な変化が起きる現象のことである。
名称は天文学者ロシター (Richard_Alfred_Rossiter) およびマクローリン (Dean_Benjamin_McLaughlin) に由来する。

## 原理

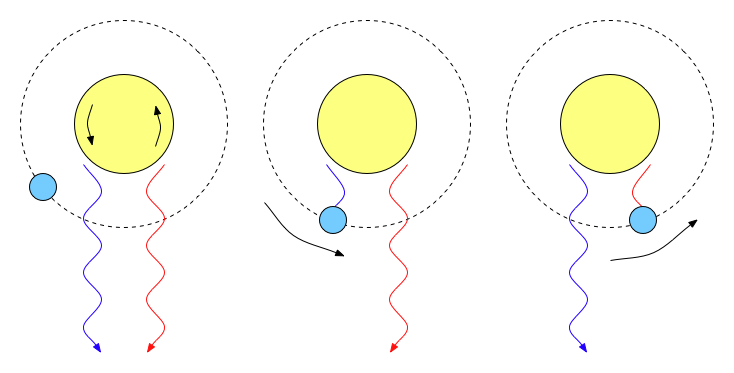
恒星の自転により、恒星からの光は異なったドップラーシフトを持つ光を合成したものになっている。そのため、伴星によって光が一部分だけが遮られると、ドップラーシフトの平均値には変化が生じる。なお、上図では観測者は下方から恒星を眺めており、伴星の軌道は順行軌道を仮定している。

恒星が自転をしている場合、観測される恒星面の半分は手前に近づいてくるように見え、残り半分は奥に逃げて行くように見える。この動きによってそれぞれの面が発する光は相異なる方向（青方と赤方）にドップラーシフトを起こす。通常は、地球から遠く離れた恒星のそれぞれの半球を個別に観測することはできないため、このドップラーシフトはスペクトル中の吸収線や輝線が本来より幅広くなるという形で観測される。
順行軌道の伴星が主星の恒星面を通過する場合は、まず手前に近づいてくる側の半円の一部が覆い隠される。これは青方偏移を起こした恒星の光のみが選択的にブロックされることを意味する。その結果、ドップラーシフトの平均としては赤方寄りに偏移することになる。伴星が恒星面の中央に近づくにつれこの効果は次第に弱まるが、偏移が0になった後は、同様のメカニズムによって次第に青方偏移が見られるようになる。そして、通過が完全に終了すると恒星のドップラーシフトは平常に戻る。
ロシター効果を観測することで主星の赤道面と伴星の公転面のなす角度を推定することができる。また、惑星が逆行軌道を持つ場合は、上の説明とは逆の青方→赤方というパターンの偏移が起きる。これを利用し、太陽系外惑星のWASP-17bやHAT-P-7bのように、逆行公転している惑星が発見されている。ロシター効果の測定から、ホット・ジュピターのうち有効温度の高い恒星を公転しているものは、主星の赤道面と惑星の公転面の角度が大きくなる傾向があることが判明している。そのため、ロシター効果はホット・ジュピターのような惑星の形成機構を探る上でも重要である。